# Mirko Benevelli
Mirko Benevelli (Reggio nell'Emilia, 2 agosto 1955) è un allenatore di calcio ed ex calciatore italiano, di ruolo portiere.

## Carriera

### Giocatore
Debutta in Serie B a 20 anni con la maglia del Parma, società con cui disputa altri due campionati di serie C. Si trasferisce quindi a Foggia, dove debutta in Serie A nella stagione 1977-1978. Tuttavia nel giro di due anni i pugliesi retrocedono in serie C1, e Benevelli si trasferisce, sempre nella stessa categoria, all'Atalanta. Con i bergamaschi ottiene due promozioni in tre anni, ritornando in serie A.
La permanenza nella massima serie dura però soltanto sei partite, dato che nel mercato di riparazione viene ceduto al Padova. Con i veneti disputa cinque stagioni tra serie B e C1, per poi passare al Mantova, sempre in C1, successivamente nel Suzzara in Serie C2, per poi concludere la carriera ai reggiani della Bagnolese in Serie D.
Nella raccolta delle figurine Panini della stagione 1973-74, la fotografia del suo volto fu erroneamente attribuita al portiere Giuliano Manfredi.

### Allenatore
Terminata la carriera agonistica si accasa al Mantova, della quale aveva difeso i pali dal 1989 al 1991, dove si occupa del settore giovanile assumendo inoltre l'incarico di dirigere la prima squadra durante tre periodi distinti.
Nell'estate del 2010 segue Claudio Valigi alla Sambonifacese in veste di vice allenatore e preparatore dei portieri.
Ritorna a Mantova il 4 ottobre 2011 come vice di Claudio Valigi, ruolo che mantiene anche con il nuovo allenatore Sauro Frutti subentrato nel corso della stagione in seguito all'esonero dello stesso Valigi.

## Palmarès

### Club

#### Competizioni nazionali
- Serie C1: 1

Atalanta: 1981-1982
- Serie B: 1

Atalanta: 1983-1984